# Roberto Frota
Roberto de Castro Moreira, mais conhecido como Roberto Frota (Rio de Janeiro, 26 de janeiro de 1939 – Rio de Janeiro, 24 de setembro de 2024) foi um ator, diretor, produtor, escritor e autor teatral brasileiro. Iniciou sua carreira artística em 1969.

## Biografia

### Primeiros anos de vida e juventude
Roberto Frota nasceu no Hospital Alemão, no bairro da Tijuca, na cidade do Rio de Janeiro, então capital federal do Brasil. Foi o primeiro filho do casal José Arthur da Frota Moreira e de Zuleika de Castro Moreira; ele advogado , recém nomeado Procurador de Justiça do Trabalho do Estado de São Paulo e posteriormente Deputado Federal por três mandatos, ela estudante da Escola Nacional de Belas Artes, pintora e poetisa.
Sua família, posteriormente, passou a residir na cidade de São Paulo por exigência do cargo público exercido por seu pai, que também enveredava pela carreira política. Quando Roberto tinha cerca de dois anos de idade, nasceu o seu irmão Carlos. Roberto Frota morou no bairro de paulistano de Vila Mariana até os quatorze anos, quando sua mãe faleceu; após este fato, mudando-se junto com seu irmão para o Rio de Janeiro, então capital federal, onde se encontrava a Câmara dos Deputados.
Quando Roberto completou 17 anos, nasceu sua irmã Ana Silvia, fruto do segundo casamento de seu pai. A família voltou a morar em São Paulo, mas Roberto permaneceu no Rio de Janeiro, continuando seus estudos nos colégios Andrews e Juruena. Aos 19 anos foi nomeado para um cargo público, na Suseme (Superintendência de Serviços Médicos do Rio de Janeiro). Em 1963, em um período de apenas vinte e oito dias, falecem seu pai e seu irmão Carlos.

### Início e desenvolvimento da carreira profissional
Em 1968, com 29 anos de idade, casa-se com Ana Maria Frota, fonoaudióloga, do qual resultam dois filhos, Verônica e Thiago. No mesmo ano matricula-se no curso de teatro de Maria Clara Machado, fundadora do Teatro Tablado, dando inicio a sua carreira de ator e diretor teatral. A partir daí foram cerca de cinquenta espetáculos como ator profissional, dentre os quais destacam-se Cemitério de Automóveis, Peer Gynt, Castro Alves Pede Passagem, O Interrogatório, Trair e Coçar, É Só Começar! e O Cordão Umbilical.
Participou novelas e séries para televisão brasileira como: Tieta, Pedra sobre Pedra, Corpo Santo, Mulheres apaixonadas, Corpo Santo, Riacho Doce, Ana Raio e Zé Trovão, Chiquititas, Terra Prometida, esta última lhe rendeu o Prêmio de Melhor Ator em Papel Cômico. No cinema atuou em A Queda e Sombras de Julho.
Foi casado por 14 anos com a atriz Ângela Vieira de 1983 a 1997 com quem teve um filha: Nina. Foi casado com a advogada carioca Márcia Prado, de 2008 a 2014.
Em 1992 escreveu o argumento original do longa metragem "Se eu fosse você", um dos grandes sucessos do cinema nacional, que já gerou continuação e versões para teatro e televisão. A estreia de Roberto Frota no terreno literário foi a publicação do livro "Mão de Flor", pela Editora Viseu.
Roberto Frota esteve em cartaz por 8 anos, viajando pelo Brasil, juntamente com o ator Marcos Wainberg, apresentando o espetáculo "Diálogo dos Pênis", sucesso de crítica e público.

### Doença e morte
Após lutar contra um câncer no pulmão há mais de um ano, em 24 de setembro de 2024 o ator faleceu no Rio de Janeiro aos 85 anos em decorrência de uma pneumonia.

## Carreira

### Televisão
| Ano     | Título                             | Personagem                        | Nota                                       |
| ------- | ---------------------------------- | --------------------------------- | ------------------------------------------ |
| 1973    | Jerônimo,O Herói Do Sertão         | Rogério                           |                                            |
| 1974    | O Semideus                         | Homem                             | Participação especial                      |
| 1976    | Vejo a Lua no Céu                  | José                              |                                            |
| 1977    | Chico City                         | Vários personagens                |                                            |
| 1979    | Carga Pesada                       | —                                 | Episódio: "Vingança repartida              |
| 1980    | Carga Pesada                       | —                                 | Episódio: "Frete carioca"                  |
| 1982    | Sitio do Picapau Amarelo           | —                                 | Episódio: "Um Estranho Conto de Fadas"     |
| 1982    | Viva o Gordo                       | —                                 | Participação especial                      |
| 1982    | Quem Ama não Mata                  | Delegado                          |                                            |
| 1983    | Chico Anysio Show                  | Vários personagens                | 1983-1986                                  |
| 1984    | O Bem Amado                        |                                   | Participação especial                      |
| 1985    | Ti Ti Ti                           | Marido de Maria Valéria           |                                            |
| 1987    | Corpo Santo                        | Delegado Portinho                 |                                            |
| 1987    | Bambolê                            | Pai de Alligator                  |                                            |
| 1988    | Olho por Olho                      | Dudu                              |                                            |
| 1988    | Vale Tudo                          | Santana                           | Episódio: "16 de maio"                     |
| 1989    | Tieta                              | Leôncio                           |                                            |
| 1990    | Barriga de Aluguel                 | Juiz                              |                                            |
| 1990    | Riacho Doce                        | Juca                              |                                            |
| 1990    | Araponga                           | Faisão Dourado                    | [ 6 ]                                      |
| 1990    | Fronteiras do Desconhecido         | Capitão do Mato                   | Episódio: "Escrava Anastácia"              |
| 1990    | A história de Ana Raio e Zé Trovão | Chico                             |                                            |
| 1991    | Filhos do Sol                      | Vadico                            |                                            |
| 1991    | Caso Especial                      | Joca da Amália                    | Episódio: "Os Homens Querem a Paz"         |
| 1992    | Pedra sobre Pedra                  | Heraldo                           |                                            |
| 1994    | 74.5 - Uma onda no ar              | Jairo                             |                                            |
| 1995    | Tocaia Grande                      | Mestre Rosa                       |                                            |
| 1996    | Anjo de Mim                        | Crispim                           |                                            |
| 1997    | Você Decide                        | Alcântara                         | Episódio: "Epidemia"                       |
| 1997    | Malhação                           | Simões                            | Participação especial                      |
| 1997    | A Sétima Bala                      | Jairo Queiroz                     |                                            |
| 1997    | Por Amor                           | Admirador de Sirléia              | Participação especial                      |
| 1998    | Corpo Dourado                      | Romão                             |                                            |
| 1998    | Meu Bem Querer                     | Juiz                              | Participação especial                      |
| 1998    | A História de Ester                | Hamã                              |                                            |
| 1999    | Suave Veneno                       | Dr. Almeida                       |                                            |
| 1999    | Vila Madalena                      | Vanfredo                          |                                            |
| 1999    | O Belo e as Feras                  | Alves                             | Episódio: Infeliz no jogo, Infeliz no amor |
| 1999    | Sitcom                             | Severino                          | 3 episódios                                |
| 1999    | Mulher                             | Luis                              | Episódio: Bolero                           |
| 1999    | Terra Nostra                       | Gaetano, diretor do Orfanato      |                                            |
| 2000    | Aquarela do Brasil                 | Ribeiro                           |                                            |
| 2001    | Porto dos Milagres                 | Dr. Mendanha                      |                                            |
| 2002    | Coração de Estudante               | Empresário                        | Participação especial                      |
| 2003    | A Casa das Sete Mulheres           | Coronel Vilas Boas                |                                            |
| 2003    | Mulheres Apaixonadas               | Lobato                            |                                            |
| 2004    | Chocolate com Pimenta              | Dr. Eusébio                       |                                            |
| 2005    | Prova de Amor                      | Seu Ferreira                      |                                            |
| 2006    | JK                                 | Coronel Fulgêncio de Souza Santos |                                            |
| 2006    | Páginas da Vida                    | Dr. Marco Aurélio Vilaça          |                                            |
| 2007    | Amazônia, de Galvez a Chico Mendes | Pedro Freire                      |                                            |
| 2007    | Malhação                           | Gabriel Dias                      |                                            |
| 2007    | Desejo Proibido                    | Juiz Roberval                     |                                            |
| 2008    | Poeira em Alto Mar                 | Cícero de Nassau                  |                                            |
| 2008    | Ciranda de Pedra                   | Almeida                           | Episódios: "8–10 de julho"                 |
| 2008    | Chamas da Vida                     | Pai do Lipe                       | Episódios: "6–8 de setembro"               |
| 2009    | A Lei e o Crime                    | Reinaldo Dias                     | Episódio: "5 de janeiro"                   |
| 2009    | Negócio da China                   | Dr. Epaminondas Duarte            | Episódios: "4–5 de março"                  |
| 2009    | Caminho das Índias                 | Delegado Bandeira                 | Episódio: "11 de junho"                    |
| 2009    | Caras & Bocas                      | Juiz no caso da guarda de Xico    | Episódio: "24 de dezembro"                 |
| 2011    | Sansão e Dalila                    | Manoá                             |                                            |
| 2012    | Aventuras do Didi                  | Pai das Pretendentes              | Episódio: "16 de setembro"                 |
| 2013–14 | Chiquititas                        | José Ricardo Almeida Campos       |                                            |
| 2015    | Santo Forte                        | Manoel                            |                                            |
| 2016    | Detetives do Prédio Azul           | Mago Merlin                       | Episódio: "A Varinha Mágica"               |
| 2016    | A Terra Prometida                  | Rei Durgal                        |                                            |
| 2017    | Tempo de Amar                      | José Figueira (Figueirinha)       |                                            |
| 2018    | Conselho Tutelar                   | Tavares                           |                                            |
| 2018    | Sob Pressão                        | Arruda                            | Episódio: "09 de outubro"                  |
| 2019    | Éramos Seis                        | Dr. Vicente                       |                                            |
| 2019    | Amor de Mãe                        | Seu Onofre                        | Episódio: "2 de dezembro"                  |
| 2021    | Verdades Secretas II               | Detetive Marques                  |                                            |
| 2023    | Vai na Fé                          | Desembargador Alves               | Episódio: "8 de março"                     |
| 2023    | Amor Perfeito                      | Desembargador Jacó                | Episódio: "30 de março"                    |
| 2023    | Terra e Paixão                     | Dr. Arnon                         | Episódio: "03 de julho"                    |

### Cinema
| Ano  | Título             | Personagem       |
| ---- | ------------------ | ---------------- |
| 1970 | A Dança das Bruxas | Bruxo            |
| 1972 | O Grande Gozador   |                  |
| 1978 | A Queda            | Assessor         |
| 1995 | Sombras de Julho   | Horácio          |
| 2002 | A Selva            | Lourenço         |
| 2007 | Inesquecível       | Juiz de paz      |
| 2014 | Não Pare na Pista  | Chefe de redação |
| 2016 | Depois Que Te Vi   | Tio              |

### Teatro
| Ano       | Título | Teatro |
| --------- | --- | --- |
| 1969      | CAMALEÃO NA LUA (Texto e Direção : Maria Clara Machado)                                                                                              | TEATRO: TABLADO/RIO |
| 1970      | MAROQUINHAS FRÚ-FRÚ (Texto e Direção : Maria Clara Machado)                                                                                          | TEATROS: TABLADO E GLAUCIO GILL/RIO) |
| 1970      | A ALMA BOA DE SÊ-TSUAN (Autor : Bertolt Brecht / Direção : L.A. Marones)                                                                             | TEATROS: RIO DE JANEIRO E VITÓRIA) |
| 1970      | CEMITÉRIO DE AUTOMÓVEIS (Autor : Arrabal / Direção : Vítor Garcia)                                                                                   | TEATRO TEREZA RAQUEL/RIO |
| 1971      | PEER GYNT (Autor : H. Ibsen /Direção : Antunes Filho) 1 As Aventuras de Peer Gynt.                                                                   | Estreia no Teatro Itália (São Paulo), em abril de 1971, foi levada para o Teatro Municipal de Santo André (SP) em outubro de 1971. Uma produção de Antunes Filho Produções Artísticas, sob direção de Antunes Filho, que ganhou o Prêmio Molière com tal direção. No elenco, Stênio Garcia, Ariclê Perez, Jonas Bloch, Ciro Corrêa e Castro, Ewerton de Castro, Roberto Frota, Ricardo Blat. |
| 1972      | CASTRO ALVES PEDE PASSAGEM (Texto e Direção : Gianfrancesco Guarnieri)                                                                               | TEATRO: PRINCESA ISABEL/RIO |
| 1972      | O INTERROGATÓRIO (Autor : Peter Weiss / Direção : Celso Nunes)                                                                                       | TEATROS: GLAUCIO GILL E JOÃO CAETANO/RIO |
| 1973      | AS TRÊS IRMÃS ( Autor : A. Tchecov / Direção : José Celso Martinez Corrêa)                                                                           | TEATRO GLAUCIO GILL/RIO |
| 1973      | O CORDÃO UMBILICAL - (Autor : Mário Prata / Direção : Aderbal Júnior)                                                                                | TOURNÉE PELAS CIDADES: BELO HORIZONTE,BRASÍLIA , GOIÂNIA , BELÉM , SÃO LUIZ , FORTALEZA , RECIFE , SALVADOR , PORTO ALEGRE E CURITIBA. |
| 1974      | FERNANDO PESSOA - (Coletânea de textos do autor / Direção : Isaias Almada)                                                                           | TEATRO: OPINIÃO/RIO |
| 1975      | A RAINHA MORTA - (Autora : Heloísa Maranhão / Direção : Luís Carlos Ripper) ~Leitura pública~                                                        | TEATRO GLAUCIO GILL/RIO E ARTUR AZEVEDO/BRASÍLIA |
| 1977      | PANO DE BOCA - (Autor : Fauzi Arap / Direção : Antônio Pedro)                                                                                        | Teatro: GLAUCIO GILL E GLAUCE ROCHA/RIO |
| 1977      | O CASO OPPENHEIMER - (Autor : Heimar Kipphardt / Direção : Aderbal Júnior) ~leitura pública~                                                         | TEATRO: DO IBAN/RIO |
| 1980      | VESTIDO DE NOIVA - (Autor : Nelson Rodrigues / Direção : André Valli) ~leitura dramatizada~                                                          | TEATRO: VILLA LOBOS/RIO |
| 1980      | A RESISTÊNCIA - (Autora: Maria Adelaide Amaral / Direção : Cecil Thiré)                                                                              | TEATROS: JOÃO CAETANO/RIO E MARIA DELLA COSTA/S.P. |
| 1980      | BODAS DE PAPEL - (Autora : Maria Adelaide Amaral / Direção : Cecil Thiré)                                                                            | TEATRO: MAISON DE FRANCE/RIO |
| 1981      | O MELHOR DOS PECADOS - (Autor: Sérgio Viotti / Direção : Bibi Ferreira)                                                                              | TEATRO: CLARA NUNES/RIO |
| 1982      | E AGORA, HERMÍNIA? (Autor : Claude Maugnier / Direção : Bibi Ferreira)                                                                               | TEATRO: MESBLA/RIO |
| 1983      | O REI LEAR (Autor : W. Shakespeare / Direção : Celso Nunes)                                                                                          | TEATRO: CLARA NUNES/RIO |
| 1984      | A PROCLAMAÇÃO DA REPÚBLICA (Autor : Benjamin Santos / Direção : Ginaldo de Souza)                                                                    | Projeto Aquarius / PALÁCIO DO CATETE/RIO |
| 1984      | ENCOURAÇADO BOTEQUIM (Autor : Paulo César Coutinho / Direção : Renato Coutinho)                                                                      | TEATROS: RIVAL/RIO e U.F.F./NITEROI |
| 1985      | UM BEIJO , UM ABRAÇO , UM APERTO DE MÃO (Autoria e Direção : Naum Alves de Souza)                                                                    | TEATROS: VILLA LOBOS/RIO - U.F.F./NITERÓI e NACIONAL/BRASÍLIA. |
| 1987      | TRAIR E COÇAR É SÓ COMEÇAR ( Autor : Marcos Caruso / Direção : Atílio Riccó )                                                                        | TEATROS: PRINCESA ISABEL/RIO - BARRA SHOPPING/RIO e EXCURSÃO BRASIL |
| 1991      | TEATRO DOS QUATRO/RIO | |
| 1993      | 'CIDADÃO (Vários autores / Direção : Aderbal Freire Filho) Campanha conta a fome, Ação de cidadania contra a miséria pela vida                       | TEATRO: MUNICIPAL/RIO |
| 1994      | O REI PASMADO E A RAINHA NUA (adaptação de Márcio Augusto para “A CRÔNICA DEL REY PASMADO” , de Gonzalo Torrente Ballester Direção : Márcio Augusto) | TEATRO: CENTRO CULTURAL BANCO DO BRASIL/RIO |
| 1995      | VESTIDO DE NELSON ( Autora : Stella Rodrigues / Direção : Maurício Abud)                                                                             | TEATRO: DA FUNDIÇÃO PROGRESSO/RIO |
| 1996      | SERIA TRÁGICO SE NÃO FOSSE CÔMICO ( Autor : F.Durrematt / Direção : Luiz Arthur Nunes )                                                              | TEATRO: DOS GRANDES ATORES/RIO |
| 1997      | DON JUAN ( Autor: Moliére / Direção : Moacir Chaves)                                                                                                 | EXCURSÃO PELO BRASIL |
| 1998      | TODOS OS HERÓIS ESTÃO MORTOS ( Autor : Benjamim Santos / Direção : Ginaldo de Souza)                                                                 | TEATRO GLAUCIO GILL/RIO |
| 1999      | EM NOME DO FILHO ( Autor : Reginaldo Faria / Direção : Regis Faria)                                                                                  | EXCURSÃO PELO BRASIL |
| 1999      | ADORÁVEL HAMLET ( Autor : W. Shakespeare / Direção : Dinho Valadares )                                                                               | TEATROS: NELSON RODRIGUES E GLAUCIO GILL |
| 2000      | BONITINHA MAS ORDINÁRIA - Participação especial ( Autor : Nelson Rodtrigues / Direção : Moacir Góes)                                                 | TEATRO:CARLOS GOMES/RIO |
| 2001      | AMANTE S.A. - Ator convidado ( Autor : John Chapman / Direcao : Cyrano Rosalem )                                                                     | TEATRO:IPANEMA/RIO |
| 2001-2013 | DIÁLOGO DOS PÊNIS ( Texto e Direção: Carlos Eduardo Novaes )                                                                                         | CASA DO RISO (RIO) E EXCURSÃO PELO BRASIL |
| 2011      | AGREDIR FUNCIONÁRIO PÚBLICO NO EXERCÍCIO DA FUNÇÃO É CRIME (Texto e direção: Edvard Vasconcelos)                                                     | TEATRO LEBLON/RçIO |
| 2012      | A CANTORA CARECA (Autor: Eugene Ionesco / Direção: Camila Amado)                                                                                     | TEATRO MAISON DE FRANCE/ RIO |
| 2015      | O ACOMPANHAMENTO (Autor : Carlos Gorotiza / Direção: Daniel Archangelo)                                                                              | TEATRO EVA HERZ/RIO – CIRCUITO SESC/RIO - Desde 1984 ator dos Espetáculos de rua “PAIXÃO DE CRISTO” , (Arcos da Lapa), “SÃO SEBASTIÃO”, “SÃO JORGE” e Outros, Direção de Ginaldo De Souza. |